# Église Sainte-Eugénie de Sainte-Ouenne
Pour les articles homonymes, voir Église Sainte-Eugénie et Sainte-Eugénie.
L'église Sainte-Eugénie est un édifice religieux situé au centre du village de Sainte-Ouenne dans le département des Deux-Sèvres en France.
Sa construction remonte au XIIe siècle et elle est classée monument historique depuis 1909.

## Galerie

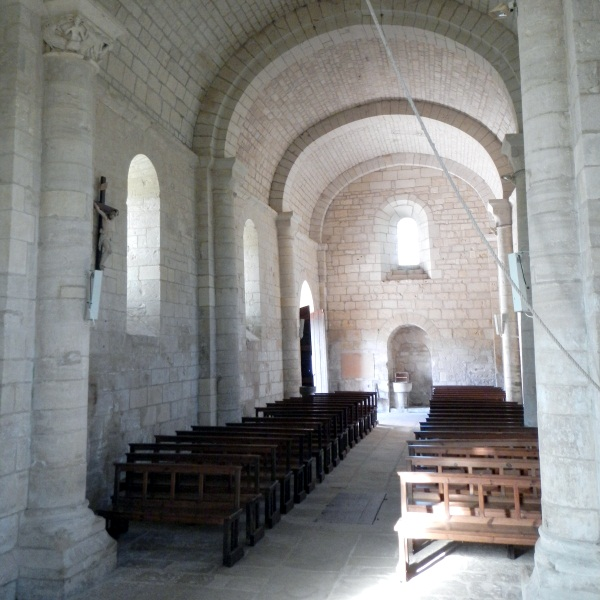
La nef.
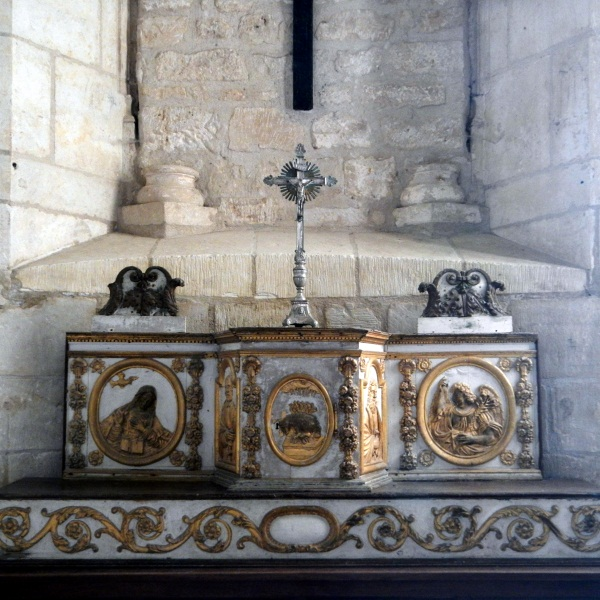
Le retable.
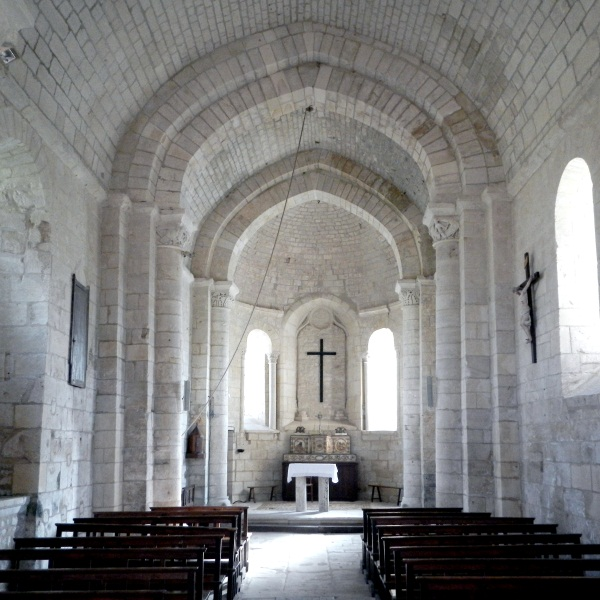
Le chœur.
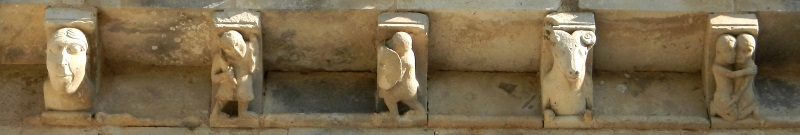
Ornements : modillons.